# Dead Space: Aftermath
Pour plus de détails, voir Fiche technique et Distribution.
Dead Space: Aftermath est un film américain réalisé par Mike Disa, sorti en 2011 en direct-to-video. C'est le second film adapté de la série de jeux vidéo Dead Space après Dead Space: Downfall. L'intrigue se déroule entre les jeux Dead Space et Dead Space 2.

## Synopsis
L'histoire débute en 2509 (soit 3 semaines après les événements d'Aegis VII et 2 ans avant ceux de la Méduse ). L'USG O'Bannon , un vaisseau avec à son bord de nombreux géologues et techniciens divers est envoyé sur Aegis VII . Leur mission consiste normalement à rétablir la stabilité de la gravité sur la planète à cause de la chute du fragment de planète qu'était censé maintenir l'USG Ishimura trois semaines auparavant. Seule une poignée de membres de l'équipage est informée de la vraie nature de leur mission, dénicher les fragments du Monolithe détruit par Isaac Clarke précédemment. Après leur expédition sur cette planète devenue apocalyptique, la situation vire vite au cauchemar. Seuls quatre survivants de l'O'Bannon sont récupérés par des marines à bord de l'USM Abraxis . Alors qu'ils sont rapatriés vers la Méduse , ils racontent un a un, lors d'interrogatoires, ce qu'il s'est déroulé lors de leur mission...

## Fiche technique
- Titre : Dead Space: Aftermath
- Réalisation : Mike Disa
- Scénario : Brandon Auman, Mike Disa, Chuck Beaver et Joe Goyette
- Musique : Christopher Tin
- Montage : Steven Fahey
- Production : Chuck Beaver, Joe Goyette et Cate Latchford
- Société de production : Starz!, Film Roman Productions, Pumpkin Studio, Gotham Group, Clemensen Capital, Electronic Arts, Visceral Games et Pixtation
- Société de distribution : Anchor Bay Entertainment
- Pays :  États-Unis
- Genre : Animation, horreur et science-fiction
- Durée : 85 minutes
- Dates de sortie : 
  -  États-Unis : 25 janvier 2011

## Doublage
- Christopher Judge : Nickolas Kuttner
- Ricardo Antonio Chavira : Alejandro Borges
- Gwendoline Yeo : Isabel Cho
- Curt Cornelius : Nolan Stross
- Graham McTavish : le capitaine Campbell
- Kari Wahlgren : Rin / Sandra
- Yorgo Constantine (en) : le commandant Sergenko
- Sunil Malhotra : Omar Nayim

## Accueil
Greg Miller pour IGN donne une critique positive du film, estimant qu'il est bien meilleur que le premier.